# Festival van San Remo 1965
Het Festival van San Remo 1965 was de vijftiende editie van de liedjeswedstrijd. Bobby Solo werd verkozen om naar het Eurovisiesongfestival 1965 te gaan, waar hij de vijfde plaats binnen haalde.

## Finale
1. Se piangi se ridi (Mogol, Gianni Marchetti e Roberto Satti) Bobby Solo – New Christy Minstrels

- Abbracciami forte (Mogol-Donida) Ornella Vanoni – Udo Jürgens
- Amici miei (testo di Vito Pallavicini; muziek van Giancarlo Colonnello) Nicola di Bari – Gene Pitney
- Aspetta domani (Pallavicini-Bongusto) Fred Bongusto –Kiki Dee
- Ho bisogno di vederti (Ramsete- Roberto Ciampi) Gigliola Cinquetti – Connie Francis
- Invece no (Pallavicini-Leoni) Betty Curtis – Petula Clark
- Io che non vivo (senza te) (Vito Pallavicini e Pino Donaggio) Pino Donaggio – Jody Miller
- L'amore ha i tuoi occhi (Pallavicini-Kramer) Bruno Filippini – Yukari Ito
- Le colline sono in fiore (Mogol, Calibi, Donida, Angiolini) Wilma Goich – New Christy Minstrels
- Prima o poi (testo di Vito Pallavicini & Antonio Amurri; muziek van Alfredo Ferrari) Remo Germani – Audrey
- Si vedrà (Gentile-Lentini) Vittorio Inzaina – Les Surfs
- Vieni con noi (Maresca-Pagano) Milva – Bernd Spier

## Halvefinalisten
- Cominciamo ad amarci (testo di Vito Pallavicini; musica di Gino Mescoli) John Foster – Joe Damiano
- Devi essere tu (D'Acquisto-Gianco) Ricky Gianco – Jody Miller
- Di fronte all'amore (Simoni-Umberto Bindi) Gianni Mascolo – Dusty Springfield
- E poi verrà l'autunno (Amurri-Bascerano) Don Miko – Timi Yuro
- I tuoi anni più belli (Mogol-Gaspari-Enrico Polito) Iva Zanicchi – Gene Pitney
- Il tuo amore (Bruno Lauzi) Bruno Lauzi – Kenny Rankin
- Io non volevo (Rosario Leva-Reverberi) Giordano Colombo – Hoagy Lands
- L'amore è partito (Beppe Cardile) Beppe Cardile – Anita Harris
- Mia cara (Mogol-Massara) Robertino – Daniel Gerard
- Non a caso il destino (ci ha fatto incontrare) (Antartide-C. A. Rossi) Franco Tozzi – Johnny Tillotson
- Ti credo (Amendola-Gagliardi) Peppino Gagliardi – Timi Yuro
- Tu che ne sai? (Amurri-Franco Pisano) Fabrizio Ferretti – Dusty Springfield

1951 · 1952 · 1953 · 1954 · 1955 · 1956 · 1957 · 1958 · 1959 · 1960 · 1961 · 1962 · 1963 · 1964 · 1965 · 1966 · 1967 · 1968 · 1969 · 1970 · 1971 · 1972 · 1973 · 1974 · 1975 · 1976 · 1977 · 1978 · 1979 · 1980 · 1981 · 1982 · 1983 · 1984 · 1985 · 1986 · 1987 · 1988 · 1989 · 1990 · 1991 · 1992 · 1993 · 1994 · 1995 · 1996 · 1997 · 1998 · 1999 · 2000 · 2001 · 2002 · 2003 · 2004 · 2005 · 2006 · 2007 · 2008 · 2009 · 2010 · 2011 · 2012 · 2013 · 2014 · 2015 · 2016 · 2017 · 2018 · 2019 · 2020 · 2021 · 2022 · 2023 · 2024 · 2025